# Hypolycaena pachalica
Hypolycaena pachalica är en fjärilsart som beskrevs av Butler 1888. Hypolycaena pachalica ingår i släktet Hypolycaena och familjen juvelvingar. Inga underarter finns listade i Catalogue of Life.